# Deutscher Novellenschatz
Der Deutsche Novellenschatz ist eine vielfach aufgelegte Sammlung von Novellen in mehreren Bänden im 19. Jahrhundert.
Seit 1871 gab Paul Heyse gemeinsam mit Hermann Kurz die Reihe „Deutscher Novellenschatz“ (1871–1876, 24 Bände) im R. Oldenbourg Verlag heraus. Es folgten der „Neue Deutsche Novellenschatz“ (1884–1887, 24 Bände), herausgegeben von Paul Heyse und Ludwig Laistner, sowie der „Novellenschatz des Auslandes“ (1877–1884, 14 Bände). Zahlreiche noch heute bekannte Novellen erschienen hier.
Die älteren, klassischen Novellen sind vielfach auch in anderen Ausgaben greifbar. Literaturgeschichtliche Bedeutung hat jedoch die Einleitung zum Deutschen Novellenschatz, in der die Herausgeber die „Falkentheorie“ von dem „Specifische(n), das diese Geschichte von tausend anderen unterscheidet“, darlegen, die seither mit Paul Heyses Namen verbunden ist.